# Bausen
Bausen là một đô thị trong tỉnh Lleida, cộng đồng tự trị Cataluña Tây Ban Nha. Đô thị Bausen có diện tích là 17,62 ki-lô-mét vuông, dân số năm 2009 là 63 người với mật độ 3,58 người/km². Đô thị Bausen có cự ly km so với tỉnh lỵ Lleida.